# Georg Kreisler
Pour les articles homonymes, voir Kreisler.
Georg Franz Kreisler (né le 18 juillet 1922 à Vienne en Autriche et mort le 22 novembre 2011  à Salzbourg) est un chansonnier, cabarettiste, humoriste, musicien, auteur-compositeur-interprète satirique, chanteur, écrivain, romancier, dramaturge et poète issu d'une famille juive autrichienne. En raison de ses origines juives, il a dû émigrer avec ses parents aux États-Unis après la prise du pouvoir par les nazis en Autriche en 1938. Il acquiert la nationalité américaine en 1943, mais retourne vivre en Europe en 1955.

## Œuvres

### Livres
- (de) Zwei alte Tanten tanzen Tango und andere Lieder. - Zürich : Sanssouci, 1961. -
- (de) Der guate alte Franz und andere Lieder. - Zürich : Sanssouci, 1962. -
- (de) Sodom und Andorra : Einakter (Parodie auf Andorra von Max Frisch). Schaan / Liechtenstein, 1963. -
- (de) Lieder zum Fürchten. - Zürich : Sanssouci, 1964. -
- (de) Zwei alte Tanten tanzen Tango – Seltsame Gesänge. - München : Dt. Taschenbuchverlag, 1964. - (dtv 244) -
- (de) Mutter kocht Vater und andere Gemälde der Weltliteratur, illustriert vom Künstler selbst. - Wien : Karl Schwarzer, 1967. - (vergriffen)
- (de) Nichtarische Arien. - Zürich : Sa ouci, 1967. - (vergriffen)
- (de) Lieder zum Fürchten – Nichtarische Arien. - München : Dt. Taschenbuchverlag, 1969. -   (dtv 582) -
- (de) Ich weiß nicht, was soll ich bedeuten. - Zürich : Artemis, 1973. - (vergriffen) ; Auch:  München : Dt. Taschenbuchverlag, 1975. - (dtv 1087)
- (de) Ich hab ka Lust : Kabarettchansons. - Berlin/DDR: Henschelverlag Kunst und Gesellschaft, 1980.
- (de) Taubenvergiften für Fortgeschrittene : Satiren. - München: Heyne 1983. - (Heyne Cartoon & Satire 39)
- (de) Heute Abend: Lola Blau und Nichtarische Arien. - Berlin/DDR: Henschelverlag Kunst und Gesellschaft, 1980.
- (de) Worte ohne Lieder: Satiren. - Wien Paul Neff, 1986. - (vergriffen) ; auch: Berlin: Ullstein, 1988 - (Ullstein TB 22026). - (vergriffen) ; Neuauflage: Rorschach : Nebelspalter, 1995. -  (ISBN 3-85819-212-0)
- (de) Ist Wien überflüssig? : Satiren über die einzige Stadt der Welt, in der ich geboren bin. - Wien : Carl Ueberreuther, 1987. - (vergriffen)
- (de) Die alten bösen Lieder : Ein Erinnerungsbuch mit Liedertexten. - Wien : Carl Ueberreuther, 1987. - (vergriffen) ;  Überarbeitete Neuauflage: Dinslaken: kip, 1997 -   (ISBN 3-932998-00-6)
- (de) Ein Prophet ohne Zukunft : Roman. - Zürich : Diana, 1990. - (vergriffen) ; auch: Rastatt :  Moewig, 1980. - (vergriffen)
- (de) Das Auge des Beschauers. Mit Illustrationen von Christof Gloor. - Rorschach : Nebelspalter, 1995 - (vergriffen)
- (de) Der Schattenspringer : Roman. - Berlin : Édition día, 1995. - (vergriffen) ; auch: München : Dt. Taschenbuchverlag, 1998. - (dtv 12526) -  (ISBN 3-423-12526-8)
- (de) Wenn ihr lachen wollt… : Lyrik und Prosa - Hürth bei Köln / Wien : Édition Memoria, 2001. -  (ISBN 3-930353-14-8)
- (de) Lola und das Blaue vom Himmel : Erinnerungen. - Hürth bei Köln / Wien : Édition Memoria, 2002. -  (ISBN 3-930353-18-0)
- (de) Heute leider Konzert : Drei Satiren (enhält auch Mutter kocht Vater und andere Gemälde der Weltliteratur). - Hamburg : Konkret Literatur Verlag, 2001. -  (ISBN 3-89458-203-0) ; auch: München : List bei Ullstein, 2003. - (List-TB 60396) - (vergriffen)
- (de) Mein Heldentod : Prosa und Gedichte. - Wuppertal : Arco, 2003. -  (ISBN 3-9808410-3-0)
- (de) Alles hat kein Ende : Roman. - Wuppertal : Arco, 2004. -  (ISBN 3-9808410-7-3)
- (de) Leise flehen meine Tauben : Gesungenes und Ungesungenes. Frankfurt : Fischer, 2005. - (Fischer TB 16946) -  (ISBN 3-596-16946-1)

### Discographie
- 2 enregistrements (6 titres, en anglais) (1947), non publiés. (voir CD, 2005)
- Environ 30 singles et EP entre 1956 et 1964, z.T. mit Gerhard Bronner (en), Peter Wehle, Helmut Qualtinger, Louise Martini, Topsy Küppers u.A.
- Vienna Midnight Cabaret mit G.K. (1957) - miniLP
- Vienna Midnight Cabaret mit G.K. II (1958) - miniLP
- Joker (1958) - EP
- Joker II  (1958) - EP
- Seltsame Gesänge (1959) - miniLP
- Seltsame Liebeslieder (1961)
- Sodom und Andorra - Eine Parodie  (1962)
- Die Georg Kreisler Platte (1962)
- Lieder zum Fürchten (1963)
- Gehn ma Tauben vergiften (1964)
- Unheilbar gesund (1965)
- Polterabend [Lieder aus dem Theaterstück] (1965)
- „Nichtarische“ Arien (1966)
- Sieben Galgenlieder  (1967)
- Georg Kreisler (Sampler) (1967)
- Die heisse Viertelstunde (1968)
- Der Tod, das muss ein Wiener sein (1969)
- Anders als die andern (1969)
- Kreisleriana (1971)
- Literarisches und Nichtarisches (1971)
- Heute Abend: Lola Blau [Theaterstück aus Liedern mit Topsy Küppers] (1971)
- Hurra, wir sterben  (1971)
- Everblacks Eins  (1971)
- Vorletzte Lieder (1972)
- Seine bösten Lieder  (ca 1974)
- Everblacks Zwei (1974)
- Allein wie eine Mutterseele (1974)
- Kreislers Purzelbäume (1975)
- Rette sich wer kann (1976)
- Liebeslieder am Ultimo (1977)
- Mit dem Rücken gegen die Wand (1979)
- Everblacks Drei (1980)
- Gruselkabinett (1981)
- Elefantenhochzeit [Musik zum gleichnamigen Theaterstück] (1982)
- Starportrait G.K. (Sampler) (1982)
- Taubenvergiften für Fortgeschrittene (1983) - MC
- Wo der Pfeffer wächst (1985)
- Wenn die schwarzen Lieder wieder blüh'n (1987)

CD
- Taubenvergiften für Fortgeschrittene (1995) - CD
- Fürchten wir das Beste (1996) - CD
- Georg Kreisler/Everblacks (1996) - Doppel-CD
- Georg Kreisler/Everblacks 2 (1996) - Doppel-CD
- Die alten, bösen Lieder (1997) - CD
- Die alten bösen Lieder (1997) - Doppel-CD
- Lieder eines jüdischen Gesellen (1999) - CD
- Unheilbar gesund (1969) - Doppel-CD
- Als der Zirkus in Flammen stand (1999) - CD
- Der Aufstand der Schmetterlinge [Oper] (2000) - Doppel-CD
- Worte ohne Lieder (2001) - Hörbuch-CD
- Wenn ihr lachen wollt… (2001) - CD
- Lieder gegen fast alles (2002) - CD
- Das unveröffentlichte Plattendebüt von 1947 (2005) - CD, in: "Georg Kreisler gibt es gar nicht" - Die Biographie

### Pièces de théâtre
- (de) Heute abend: Lola Blau
- (de) Sodom und Andorra
- (de) Du sollst nicht lieben
- (de) Das Deutsche Kind
- (de) Willkommen zu Hause
- (de) Nostradamus

## Récompenses et distinctions
- 2010 : Prix Friedrich Hölderlin